# Do The B-side 2
『Do The B-side 2』（ドゥ・ザ・ビー・サイド・ツー）は、日本のロックバンド・Do As Infinityが2019年2月27日にavex traxから発売した4枚目の配信限定アルバムである。

## 内容
前作『ALIVE』から1年ぶり、配信限定アルバムとしては前作『2 of Us BLUE -14 Re:SINGLES- "MINUS V"』『2 of Us RED -14 Re:SINGLES- "MINUS V"』から約1年11ヶ月ぶりの作品。
1stコンピレーションアルバム『Do The B-side』以来14年5ヶ月ぶり、結成及びメジャーデビュー20周年突入を機に制作された裏ベストで、今作発売までに発表された既発シングルからオリジナルアルバム未収録の楽曲と2009年に発売された書籍『DO THE MUSIUM』付属CDの楽曲、『Do The Best "Great Supporters Selection"』にも収録されていたNANAのトリビュートアルバムに提供した楽曲が収録されている。
ジャケットは今作のためだけに撮り下ろされ、モノクロの世界観に動きのある色彩を足したアートワークとなっている。

## 収録曲
1. Faces [3:47]
1stシングルのカップリング2曲目。
2. Simple Minds [3:49]
1stシングルのカップリング3曲目。
3. I miss you? [3:45]
NANAのトリビュートアルバム『LOVE for NANA 〜Only 1 Tribute〜』に提供した楽曲。
4. aurora [4:00]
20thシングルのカップリング曲。
5. Timeless [4:22]
21stシングルの収録曲。
6. Let's get together at a-nation [4:24]
21stシングルの収録曲。
7. 僕たちの10th Anniversary [4:34]
作詞：Tomiko Van
作曲：Toshihiro Koga
書籍『DO THE MUSEUM』の収録曲。
8. HARUKA [4:27]
23rdシングルの収録曲。
9. パイルドライバー [3:37]
23rdシングルの収録曲。
10. 僕たちの決断 [4:14]
25thシングルのカップリング曲。
11. Tightrope Dancer [4:10]
26thシングルのカップリング曲。
12. Tidy Beauty [4:20]
27thシングルのカップリング曲。
13. エレジー [4:10]
両A面からなる2nd限定販売シングルの表題2曲目。
14. ハレルヤ! [3:45]
両A面からなる28thシングルのボーナストラック。
15. Lovely Day [4:07]
30thシングルのボーナストラック。